# فارس آل حترش
فارس آل حترش لاعب كرة قدم سعودي ، يلعب في خط الوسط.
كانت بداياته مع نادي الهلال في الفئات السنية و لعب بعدها في نادي نجران ونادي الأخدود ونادي أبها ونادي ضمك ونادي الثقبة و .نادي القوس